# Julie van der Veen
Julie van der Veen, volledige naam Julie Henriëtte Eugénie van der Veen, (Kudus, Nederlands-Indië, 8 februari 1903 – Den Haag, 10 januari 1997) was een Nederlands beeldend kunstenaar.

## Levensloop
Julie van der Veen werd geboren op Java als dochter van Peter Jan van der Veen (1864-1923), administrateur van de suikerfabriek Soekowidi op Java en van Julie Frédérique Louise von Boddien (1863-1961), telg uit een van oorsprong Duits adellijk geslacht.
In verband met de gezondheid van haar vader, die malaria had, vertrok het gezin in 1908 naar Nederland. Julie van der Veen volgde een opleiding aan de Koninklijke Academie van Beeldende Kunsten in Den Haag en volgde lessen bij Sierk Schröder. Zij verbleef later regelmatig in Frankrijk. In Parijs volgde zij lessen bij André Lhote en had contacten met Russische bannelingen. Daarnaast volgde ze in Parijs lessen bij Marcel Gromaire en bij Fernand Léger en bezocht de Académie de la Grande Chaumière.
Bij André Lhote ontmoette zij de Argentijnse Nina Negri die haar voorstelde om lessen te volgen bij Bill Hayter in zijn Atelier 17 in Parijs.
In 1937 reisde zij op uitnodiging van haar toenmalige Turkse vriend Cemal Tollu, die later in Turkije een bekend kunstschilder zou worden, via Italië naar Istanboel.
Aan de Côte d'Azur ontmoette zij de Irakees Younis Bahri waarmee zij zich in 1930 verloofde en in 1939 in Berlijn trouwde. Dit huwelijk hield minder dan vier maanden stand. Op 9 mei 1940, een dag voor de Duitse inval, kwam zij terug naar Nederland. Na de Tweede Wereldoorlog verbleef zij weer regelmatig voor langere tijd in Parijs en pakte het schilderen bij André Lhote weer op. Later woonde zij in Den Haag en was bevriend met de schilderes Hannie Bal uit Voorschoten en de fotografe Hester Carsten. Beide vrouwen zijn de echtgenote geweest van de kunstenaar Willem Schrofer. Later in haar leven woonde Julie van der Veen onder kommervolle omstandigheden in de Haagse wijk Moerwijk en overleed in een verpleeghuis in Scheveningen.
Zij was lid van de Haagse Kunstkring en van de Voorschotense Kunstkring. Ook was zij verbonden aan de Union Féminine Artistique Internationale (Internationale unie van vrouwelijke kunstenaars) waarmee zij in 1958 in Saint Raphael (Frankrijk) exposeerde.

## Werk
Haar werk bestaat vooral uit olieverfschilderijen, aquarellen, (kleur-)etsen en tekeningen. Zij schilderde vooral voorstellingen uit haar directe omgeving. In Frankrijk kwam zij in aanraking met het fauvisme door contact met André Lhote. Door haar verblijf in Parijs tussen de twee wereldoorlogen kan zij worden gerekend tot de Parijse school. Haar werk wordt ook gerekend tot de Nieuwe Haagse School.
Zij exposeerde regelmatig in Frankrijk en in Nederland. Werk van haar is opgenomen in de collectie van Museum Arnhem.
Werken:
- La Vie (ca. 1930), olieverf, 38 x 46 cm
- Arabier (ca. 1933), olieverf, 59 x 49 cm
- Eenzame boten in de haven van Brindisi, olieverf, 37 x 45 cm
- Composition (1939), olieverf, 72 x 99 cm
- Eva (naakt in klassiek landschap met zuilen), olieverf, 58 x 71 cm
- Solitude (ledenpop in groen en blauw met fantastische schelpen, ca. 1939), olieverf
- Kleurrijk abstract, olieverf, 45 x 55 cm, Museum Arnhem
- Het houten brugje (1956), olieverf, 73 x 92 cm
- Drie baadsters (1958), olieverf, 60 x 72 cm
- Het Neher-lab in Leidschendam – Voorburg (1968), olieverf, 72 x 89 cm.

## Exposities
- 1934: Galerie Carmine, Parijs (groepstentoonstelling)
- 1936 en 1937: Salon des Indépendants, Parijs
- 1939: Guggenheim Jeune, Londen (groepstentoonstelling met o.a. Joan Miró)
- 1944: Bennewitz, Den Haag
- 1949: Chez Vincent, Lyon (met Raymonde Aynard en Andrée Fontainas)
- 1950: Galerie Breteau, Parijs
- 1963: Molenlaan, Voorschoten (met Hannie Bal)
- 1997: Lycée Français Vincent van Gogh, Den Haag.